# Венанций Опилион
Вижте пояснителната страница за други личности с името Венанций.
Флавий Венанций Опилион (на латински: Flavius Venantius Opilio) е политик по времето на остготите в Италия.
През 524 г. Опилион е консул заедно с император Юстин I. След това е преториански префект на Италия през 534 г. и постороява базилика за Св. Юлиана в Падуа.